# Scurrulinae
Scurrulinae, podtribus poluparazitskih i parazitskih biljaka iz porodice ljepkovki. Sastoji se od dva roda raširenih po jugoistočnoj i južnoj Aziji.

## Rodovi
1. Scurrula L.
2. Taxillus Tiegh.